# 수재 (제도)
수재(秀才)는 중국의 옛 인재 선발 제도이다. 후한 때에는 광무제의 휘를 피하여 무재(茂才)라 하였다.

## 개요
향거리선제의 일환으로 전한 때 처음 시행되었으며, 후한 때에는 광무제의 휘를 피하여 무재(茂才)라고 불렸다. 수나라 때에는 과거의 과목 중 하나로 개편되었다.
당나라 초기에도 역시 명경·진사·명법과 같이 과거의 과목 중 하나로 다루어졌다. 정관 연간에는 지방의 추천을 받은 학생이 불합격한 경우 지방관을 처벌하는 규정이 신설되었고, 이 때문에 추천자·학생 모두 사라지게 되었다. 개원 연간에 일시적으로 부활하였으나, 급제자가 없어 결국 폐지되었다.
이후 '수재'는 과거에 응시한 사람을 뜻하는 명칭으로 변하였고, 명나라·청나라 시대에 이르러서는 부학(府學)·주학(州學)·현학(縣學)의 생원을 '수재'라고 불렀다.

## 출전
- 고염무, 《일지록》 권16
- 조익, 《해여총고》 권28